# Ito Yuichi
Ito Yuichi (井藤 祐一 Itō Yūichi,  sinh ngày 6 tháng 8 năm 1986) là tay vợt quần vợt người Nhật.
Ito có vị trí bảng xếp hạng ATP đơn trong sự nghiệp là 325 đạt được vào ngày 5 tháng 7 năm 2010. Anh cũng có vị trí cao tại ATP đôi của mình là 328, đạt được vào ngày 8 tháng 7 năm 2013. Ito giành 4 danh hiệu đơn ITF và 11 danh hiệu đôi ITF.
Ito có trận ra mắt ATP tại AIG Japan Open Tennis Championships 2008, nơi anh vượt qua vòng loại để thi đấu vòng chính thức.